# Hartmann (Automarke)
Der  Hartmann war ein Kleinwagen, der ab 1905 von der Firma Hartmann  in  Eisenach gebaut wurde. Hartmann war bereits Ende des 19. Jahrhunderts als Reparaturwerkstatt gegründet worden.
Anfang des 20. Jahrhunderts begann das Unternehmen mit der Herstellung von Fahrrädern und Motorrädern.
1905 kam auch ein eigenes, zweisitziges Automobil dazu, das einen Stahlrohrrahmen aus eigener Fertigung besaß und von einem Fafnir-Motor mit 4,5 PS (3,3 kW) Leistung angetrieben wurde. Der kleine Wagen erreichte eine Höchstgeschwindigkeit von 40 km/h. Hartmann fertigte auch das Omnimobil.
1906 endete die Fertigung.